# Maurice Vauthier
Pour les articles homonymes, voir Vauthier.
Maurice Vauthier (Bruxelles, 2 mars 1860 - Ixelles, 25 juin 1931) est un avocat, professeur d'université et homme politique belge, membre du parti libéral. 

## Biographie
Maurice Auguste Eugène Vauthier, né à Bruxelles le 2 mars 1860, est le fils d'Alfred Vauthier, avocat à la Cour d'appel de Bruxelles, et professeur d'université, et de Marie Couteaux. Il épouse, le 8 mars 1887 à Bruxelles, Marie Beckers, originaire de Liège. Il est le père de Jean Vauthier qui a été ministre des Finances peu après la Deuxième Guerre mondiale et de Marcel Vauthier, juriste.  
Il fait ses études secondaires à l'Athénée de Bruxelles puis obtient un diplôme de docteur en droit de l'Université libre de Bruxelles (ULB). Il est inscrit au barreau de la Cour d'appel de Bruxelles de 1885 à 1896.
En 1890, il est nommé professeur de droit administratif à l'Université libre de Bruxelles (ULB) dont il deviendra le recteur. Il sera également nommé membre de la classe de lettres de l'Académie royale des sciences, des lettres et des beaux-arts de Belgique. Il devient également directeur de la Revue de l'administration et du droit administratif.
En 1914, il devient secrétaire communal de la ville de Bruxelles jusqu'en 1927, date de son entrée au gouvernement. Pendant la Première Guerre mondiale, ses deux fils quittent la Belgique en 1916 en passant la frontière hollandaise pour s'engager dans l'armée belge. En représailles, en février 1916, Maurice Vauthier est arrêté pendant cinq jours par les autorités allemandes occupant la Belgique.  
Il entre en politique au sein du Parti libéral en 1921. Il est élu sénateur en décembre 1921. Il est ensuite sénateur coopté jusqu'en 1931. Il a été vice-président de la Fédération libérale de l'arrondissement de Bruxelles.
Le 18 janvier 1927, Il est nommé ministre de l'Intérieur et de l'Hygiène en cours de législature du gouvernement Jaspar I et ministre des Arts et des Sciences dans le gouvernement Jaspar II de novembre 1927 à 1931.
Ses travaux dans le domaine de la science juridique et son ouverture à la sociologie font de lui une des grandes figures de l'École de Bruxelles.
Renversé par une voiture, il meurt à l'hôpital d'Ixelles le 25 juin 1931. Il a été inhumé au cimetière d'Ixelles.

## Œuvre
- Droit administratif de la Belgique,3 éd., 2 tomes,  Bruxelles, Larcier, 1950.
- Les personnes dans le droit romain et dans le droit français, 1887.
- Le gouvernement local de l'Angleterre, 1895.

## Articles liés
- Gouvernement Jaspar II